# Centre d'études, de recherches et de formation institutionnelles
Le Centre d'études, de recherches et de formation institutionnelles (CERFI) était un collectif de recherche en sciences humaines fondé par Félix Guattari et actif entre 1967 et 1987, qui s'exprimait dans la revue Recherches.
Travaillant à créer un lien entre chercheurs ou militants dans différents domaines mais soucieux de ne pas cloisonner les disciplines, le CERFI fut une sorte de coopérative de chercheurs en sciences sociales situés très à gauche et oppositionnels au parti communiste. Autour de Félix Guattari se réunissaient chaque semaine une vingtaine de sociologues, urbanistes, économistes, psychologues, pédagogues et militants. Ceux-ci travaillent en assemblée générale et en petits groupes thématiques, et marquent leur indépendance institutionnelle en agissant en tant que consultants travaillant sur contrat, résistant à la tendance de ce milieu à être « fonctionnaires, universitaires, bureaucrates syndicaux ou de partis ».

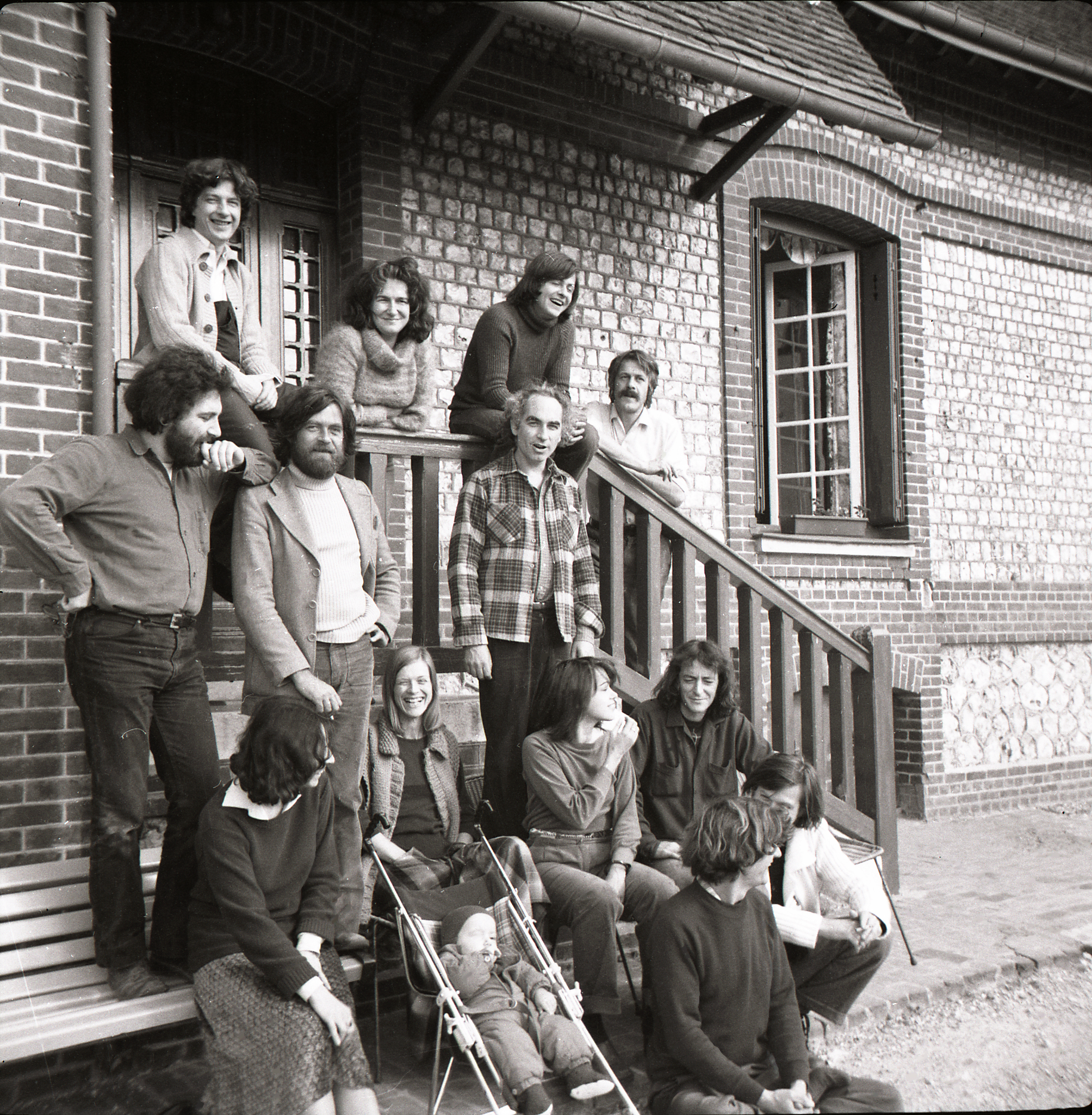
Une réunion du Cerfi à Etretat dans les années 1970

## Membres
Les membres fondateurs du Centre d'études, de recherches et de formation institutionnelles sont Félix Guattari, François Fourquet, Gérard Grass, Hervé Maury, Olivier Quérouil, Luc Rosenzweig, Georges Préli, Michel Rostain, Liane Mozère, Anne Querrien, Lion Murard, François Pain, Christian Hennion, et Claude Harmelle.
Ils sont rejoints par Micheline Maurice, Florence Pétry, Ariane Cotlenko, Colette Joly, Gaëtane Larmarche-Vadel, Numa Murard, Nicole Préli, Prisca Bachelet, Thierry Rosenzweig, Patrick Zylberman, Marie-Thérèse Vernet-Stragiotti, Philippe Gumplowicz, Guy Hocquenghem, Michel Cressole, Gilles Châtelet, Françoise Paul-Lévy, Georges Goldman, Michel Lévy, Marion Scémama, Véra Memmi, Maurice Borgel, José Luis Aguirre, Claude Rouot, Alain Sibony, Isaac Joseph, Isabelle Cahen, Yolande Robveille, Fanny Bichon, Serge Ananian, Claudine Dardy, Michel Joubert, Anne Baldassari, Suzanne Rosenberg, Catherine Ehrel, Sylvère Lotringer, Gisèle Donnard, et bien d'autres.
L'assemblée générale hebdomadaire du mardi rassemblait toujours une cinquantaine de personnes.

## Principaux thèmes de réflexion et apports théoriques
Étroitement lié au travail développé par Félix Guattari et Jean Oury à la Clinique de La Borde, le CERFI produit une réflexion innovatrice sur la psychothérapie institutionnelle.
Le CERFI a collaboré notamment avec Michel Foucault et Gilles Deleuze, bien que ces derniers n'en fussent pas membres à strictement parler.
Dans ses débats et par sa propre structure, le CERFI élabore une pensée critique sur les appareils d'État, les institutions, le pouvoir et les bureaucraties de partis politiques, se positionnant en faveur de « réseaux de groupes autonomes discutant entre eux et agissant ensemble ». Dans la même optique, le groupe s'efforce d'analyser les effets des conditions de production de la recherche en sciences sociales sur sa créativité.

Plusieurs des thèmes centraux des réflexions du CERFI que sont l'école, la ville et l'État sont articulés dans une recherche sur les équipements collectifs dirigée par Michel Foucault (Généalogie des équipements collectifs).

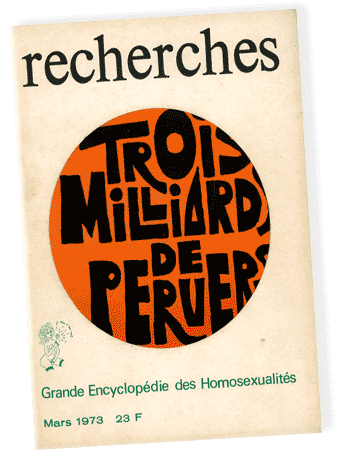
Revue Recherches

Dans un contexte marqué par la naissance du MLF (Mouvement de libération des femmes) en 1970, puis du FHAR (Front homosexuel d'action révolutionnaire) en 1973, le CERFI publie un numéro spécial de la revue Recherches : « Trois milliards de pervers. La grande encyclopédie des homosexualités », ouvrage fortement polémique et rapidement interdit. Réédité malgré l'interdiction, la seconde édition, comme la première, a été immédiatement épuisée.
Selon Liane Mozère, « le CERFI ne constitue ni une école, ni un groupe théoriquement unifié, c'est bien davantage un lieu d'expérimentation, d'hybridation de sensibilités et de pratiques ».
Un CERFI Sud-Est (CERFISE) est constitué en 1975 par Michel Anselme et Michel Péraldi pour œuvrer à la transformation de quartiers d'habitat social de Marseille, dans le -dialogue avec les habitants. Le CERFISE regroupe de nombreux autres chercheurs de la région, et est encore actif comme bureau d'étude en urbanisme et environnement.

## Spécificités du fonctionnement du CERFI
Les groupes de travail thématiques réunissaient des universitaires ainsi que des personnes intéressées par le thème en tant que professionnels ou usagers, sans aucune exigence de diplôme. Ces groupes faisaient participer des personnes menant des expériences innovantes dans le champ.
Le montant global généré par les contrats de recherche était redistribué de manière égale entre les membres du collectif (sans distinction d'ancienneté, de statut ou de genre). L'idée était que les énoncés des recherches étaient le produit de la réflexion collective, et non d'individus, les chercheurs confirmés (responsables scientifiques des contrats) étant les porte-plumes du groupe.
De multiples activités ont été organisées par le collectif à côté des contrats de recherche. Groupe vidéo (François Pain), groupe cuisine, groupe musique (Michel Rostain), groupe crèche (Liane Mozère), groupe couture (Serge Ananian).
L’assemblée générale hebdomadaire du CERFI distribuait et suivait le travail des différents groupes, qui se géraient ensuite de manière autonome. Elle accueillait également des visiteurs venus faire entendre des problèmes particuliers (difficultés dans des institutions psychiatriques ou pédagogiques, répression de mouvements politiques, etc.).

## La fin du CERFI
À partir de 1976, la politique de recherche contractuelle de l'État a changé. La recherche incitative sur contrat a été abandonnée. Les ressources économiques du CERFI se sont taries progressivement. Les membres du CERFI ont dû chercher des insertions individuelles dans des organisations existantes (universités, secteur associatif, ministères, écoles d'art, d'architecture, presse, etc.).
En outre, des conflits internes se sont manifestés entre ceux qui voulaient continuer l'expérience collective parallèlement à leurs nouvelles activités professionnelles, et ceux qui souhaitaient que la revue Recherches prenne une orientation plus universitaire. La revue s'est arrêtée en 1982.

## Quelques publications
La plupart des réflexions produites par le CERFI ont été publiées dans la revue Recherches, et aux éditions Recherches (créées par quatre membres du CERFI en 1977 : Lion Murard, Patrick Zylbermann, Claude Rouot et Florence Pétry, rejoints par Georges Préli) ; elles sont dirigées par Florence Pétry depuis 1982.
Quelques titres, parmi les quarante-neuf numéros de la revue (1966-1983) :
- Lion Murard et François Fourquet, « Les équipements du pouvoir »,  Recherches no 13, 1973
- François Fourquet, « L’idéal historique », Recherches no 14, 1974
- Lion Murard et François Fourquet, « Histoire de la psychiatrie de secteur », Recherches no 17, 1975
- Michel Rostain, Georges Préli, « Histoire de La Borde », Recherches no 21, 1976
- Anne Querrien, « L’ensaignement. Généalogie de l’école primaire », Recherches no 23, 1976
- Liane Mozère, « Babillages », Recherches no 27, 1977
- Isaac Joseph, « Disciplines à domicile »,  Recherches no 28, 1977
- Lion Murard et Patrick Zylberman, « L’haleine des faubourgs »,  Recherches no 29, 1977
- Lion Murard et Patrick Zylberman, « Le soldat du travail »,  Recherches nos 32-33, 1978
- Fernand Deligny, « Les cahiers de l'immuable »,  Recherches nos 18, 20 et 24. Réédités en 2008 par les  éd. de l'Arachnéen
- Marie-Noël Rio et Michel Rostain, « Aujourd'hui l'opéra », Recherches no 42, 1980
- François Fourquet, « L’accumulation de pouvoir ou le désir d’État », CERFI 1970 à 1981, Recherches no 46, 1982
- Claude Harmelle, en collaboration avec Gabrielle Elias, « Les Piqués de l’aigle, Saint-Antonin et sa région (1850-1940). Révolutions des transports et changement social », Recherches nos 47 et 48, 1982

Quelques ouvrages des membres du CERFI publiés aux éditions Recherches :
- Félix Guattari, La Révolution Moléculaire, Recherches, 1977 (épuisé)
- Félix Guattari, L'inconscient machinique, Recherches, 1979
- Lion Murard et Patrick Zylberman, « Le Petit Travailleur infatigable », dans Recherches no 25 (réédité aux  éd. Recherches)
- François Fourquet, Les Comptes de la puissance. Histoire de la comptabilité nationale et du Plan,  éd. Recherches, 1980
- Georges Préli, Maurice Blanchot. La Force du dehors,  éd. Recherches, 1977.